# Великий Стыдин
Великий Стыдин (укр. Великий Стидин) — село в Костопольской городской общине Ровненского района Ровненской области Украины.
До 2020 года входило в Костопольский район.
Население по переписи 2001 года составляло 663 человека. Почтовый индекс — 35015. Телефонный код — 3657. Код КОАТУУ — 5623480601.